# شبه‌جزیره مالایی

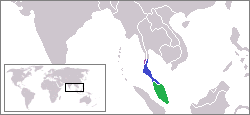
شبه جزیره مالایا

شبه جزیرهٔ مالایی نام شبه جزیره بزرگی در جنوب شرقی آسیا است. بخش‌هایی از کشورهای مالزی و میانمار و تایلند در این شبه جزیره قرار دارد. شبه جزیرهٔ مالایی، مناطق شمال شرقی اقیانوس هند را از مناطق غربی اقیانوس آرام جدا می‌کند.
شبه جزیره از شمال به جنوب ادامه پیدا می‌کند و جنوبی‌ترین نقطه قاره آسیا در آن قرار گرفته‌است. شبه جزیره مالایی از سوی شمال به وسیله باریکه کرا به بقیه آسیا متصل شده‌است.
این شبه جزیره از سوی غرب به دریای آندامان محدود می‌شود. ساحل جنوب غربی شبه جزیره، به‌وسیله تنگه مالاکا از جزیره سوماترا جدا شده‌است. در سمت جنوب شرقی مالایی، جزیره بورنئو واقع شده که توسط دریای جنوبی چین از شبه جزیره مالایی جدا گشته‌است. در سمت شمال، کرانه شرقی شبه جزیره مالایی با خلیج تایلند هم‌مرز است.
شبه جزیره مالایی از نظر سیاسی به صورت زیر تقسیم شده‌است:
- میانمار در شمال
- تایلند در شمال شرق و منطقه مرکزی
- مالزی در بخش اعظم جنوب

روبه‌روی کرانه جنوبی شبه جزیره مالایی کشور جزیره‌ای سنگاپور و چندین جزیره اندونزی قرار گرفته‌اند.
در امتداد درازای کل شبه جزیره مالایی، از تاووی تا جوهور بهارو، می‌توان یک خط میانه‌ای مرکزی کشید که طول آن ۱۵۵۵ کیلومتر است. باریک‌ترین نقطه شبه جزیره، باریکه کرا در تایلند، پهنایی برابر با ۴۴ کیلومتر دارد.
سطح زمین در شبه جزیره مالایی اَشکال متفاوتی دارد. مناطق کوهستانی، دریاچه‌ها و سواحل و همچنین مناطق جنگلی بارانی استوایی، همه در این شبه جزیره دیده می‌شوند.